# Jezioro Parzyńskie
Jezioro Parzyńskie (Parzyn) (kasz. Pôrzëńsczé Jezoro) – przepływowe jezioro wytopiskowe położone na Równinie Charzykowskiej w obrębie Kaszub Południowych (na obszarze powiatu chojnickiego, województwa pomorskiego). Parzyńskie zajmuje powierzchnię 52,9 ha i jest otoczone lasami Zaborskiego Parku Krajobrazowego. Jezioro pełni przede wszystkim funkcje rekreacyjno-turystyczne. Miejscowości nadjeziorne to Parzyn i pobliski Windorp. Przez jezioro przepływa rzeka Zbrzyca będąca szlakiem kajakowym.